# Via della Conciliazione

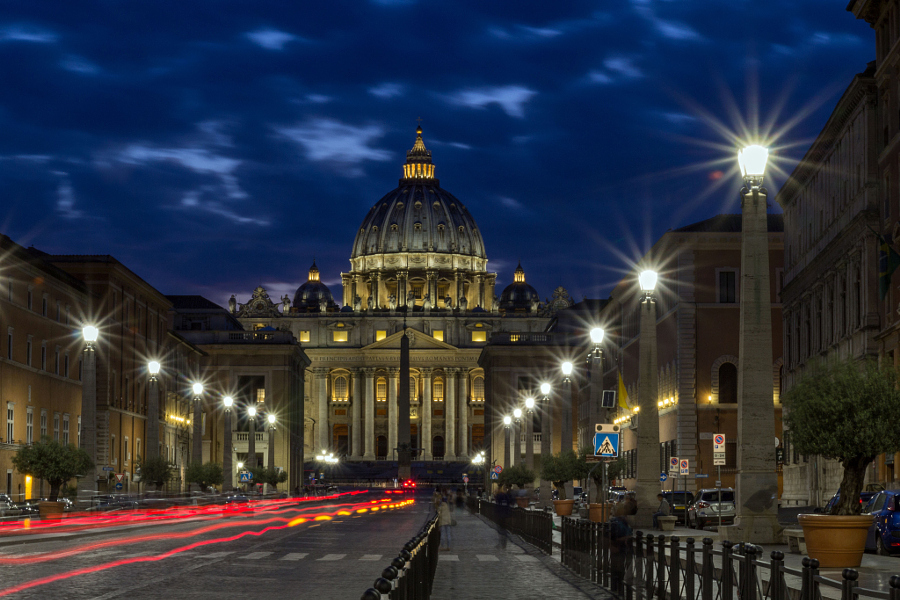
Veduta notturna della via verso San Pietro

Via della Conciliazione è una strada di Roma che collega largo Giovanni XXIII (adiacente a piazza Pia) a piazza Pio XII (adiacente a piazza San Pietro).
Idealmente collega la capitale d'Italia con lo Stato Vaticano, secondo una direttrice che si sviluppa da Castel Sant'Angelo a piazza San Pietro; la strada sbocca in piazza Pio XII, dove una sottile linea di travertino romano, preso dalle vicine cave di Tivoli, delinea il confine di Stato tra Italia e Vaticano, inquadrando scenograficamente la basilica petrina.
Si tratta di una delle opere urbanistiche più discusse e aspramente criticate del Novecento.

## Storia
La strada, progettata dagli architetti Marcello Piacentini e Attilio Spaccarelli, fu creata a partire dal 1936 con la demolizione della cosiddetta "Spina di Borgo", in seguito alla riconciliazione ufficiale tra il Regno d'Italia e la Santa Sede, con i Patti Lateranensi dell'11 febbraio 1929. Fu completata in occasione del Giubileo del 1950 con l'installazione di due file di portalampioni a forma di obelisco.
Il suo progetto si inquadra nel più ampio piano operato dal regime fascista di ristrutturazione dei centri storici Italiani di cui il monumentalismo di Marcello Piacentini fu ispiratore ed autore. Via della Conciliazione, in particolare, esemplifica lo stereotipo, diffuso tra i secoli XIX e XX, di una grande strada sull'asse del monumento architettonico. Dunque, la sua realizzazione annullò l'invenzione barocca ideata da Gian Lorenzo Bernini, che aveva creato un suggestivo gioco prospettico, ponendo, in asse con la scomparsa via di Borgo Nuovo, il portone in bronzo che conduceva alla Scala Regia, all'interno della cittadella vaticana; un sorprendente percorso che accompagnava lo spettatore dalle anguste e articolate strade della "Spina di Borgo" alla grandiosità della piazza San Pietro, dalla quale venivano offerti scorci verso la facciata della basilica e verso la cupola disegnata dall'architetto rinascimentale Michelangelo Buonarroti.
L'intervento novecentesco causò la perdita di buona parte del tessuto urbano del rione di Borgo, con la demolizione del palazzo dei Convertendi (di Bramante e Baldassarre Peruzzi), del palazzo Jacopo da Brescia, del palazzo del Governatore, del palazzo Alicorni, del palazzo Rusticucci-Accoramboni (di Carlo Maderno) e della chiesa di San Giacomo a Scossacavalli. I palazzi dei Convertendi, Jacopo da Brescia, Alicorni e Rusticucci sono stati ricostruiti più o meno liberamente, utilizzando nella ricostruzione elementi degli edifici demoliti. L'antica chiesa di San Lorenzo in Piscibus subì trasformazioni radicali e fu inglobata all'interno di nuovi edifici, mentre l'oratorio di Santa Maria Annunziata in Borgo (La Nunziatina) fu ricostruito sul lungotevere Vaticano.
Intorno al vuoto ottenuto dagli sventramenti furono mantenuti, a nord, il palazzo Torlonia-Giraud e la chiesa di Santa Maria in Transpontina, oltre ad un isolato ottocentesco; a sud il palazzo dei Penitenzieri, il palazzo Serristori e una porzione del palazzo Cesi-Armellini. Alcuni elementi decorativi degli edifici scomparsi (come il portale e la loggia del palazzo dei Convertendi) furono rimpiegati nelle nuove costruzioni o trasferiti altrove. La fontana del Maderno, sita in piazza Scossacavalli (al centro del rione), fu collocata davanti alla basilica di Sant'Andrea della Valle; la fontana dei Delfini, posta da papa Pio IX sul fronte orientale della "Spina", fu trasferita nei Giardini Vaticani.
Alle testate ottocentesche del Poletti, situate sull'estremità orientale, si sostituirono due palazzi più grandi, con colonne e fontane, mentre a ovest, verso piazza San Pietro, prevalse il progetto di due avancorpi con loggiati aggettanti verso il centro della strada.
Lo stile complessivo delle nuove edificazioni andò a rispecchiare il neoclassicismo semplificato piacentiniano, che dominò nelle opere del tempo.
Tra il 1948 e il 49, sul finire dei lavori per la sua completa sistemazione, furono trovate le fondamenta della Meta Romuli, la seconda piramide di Roma, fatta demolire da papa Alessandro VI nel 1499 per l'apertura della nuova via Alessandrina, che collegava l'area del Vaticano con il ponte sul Tevere.

### Istituzione
Il progetto di massima venne approvato nel giugno del 1936 e la via venne ufficialmente istituita il 16 settembre 1937 con la delibera n. 4921 del governatore di Roma Piero Colonna che così recita:
«DENOMINAZIONE DELLA GRANDE ARTERIA RISULTANTE DALLA DEMOLIZIONE DELLA SPINA DEI BORGHI.

Premesso che appare doveroso ricordare nella toponomastica romana l'avvenimento storico della Conciliazione, d'importanza mondiale, che pose fine al dissidio tra la Chiesa e il Regno d'Italia;
vista la nota del Gabinetto di S.E. il Ministro dell'Interno n. 11299 del 9 agosto p.p.;
Il Governatore delibera di assegnare il nome di VIA DELLA CONCILIAZIONE alla nuova grande strada che si viene formando in seguito alla demolizione della così detta "spina dei Borghi" voluta dal Duce ed alla unificazione in una sola arteria dei residui delle due vecchie strade, in corso di soppressione, denominate rispettivamente: Borgo Vecchio e Borgo Nuovo.»

## Galleria d'immagini

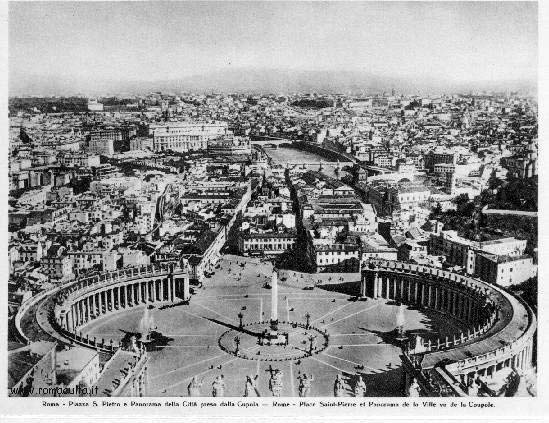
Foto della Spina di Borgo dalla cupola della basilica
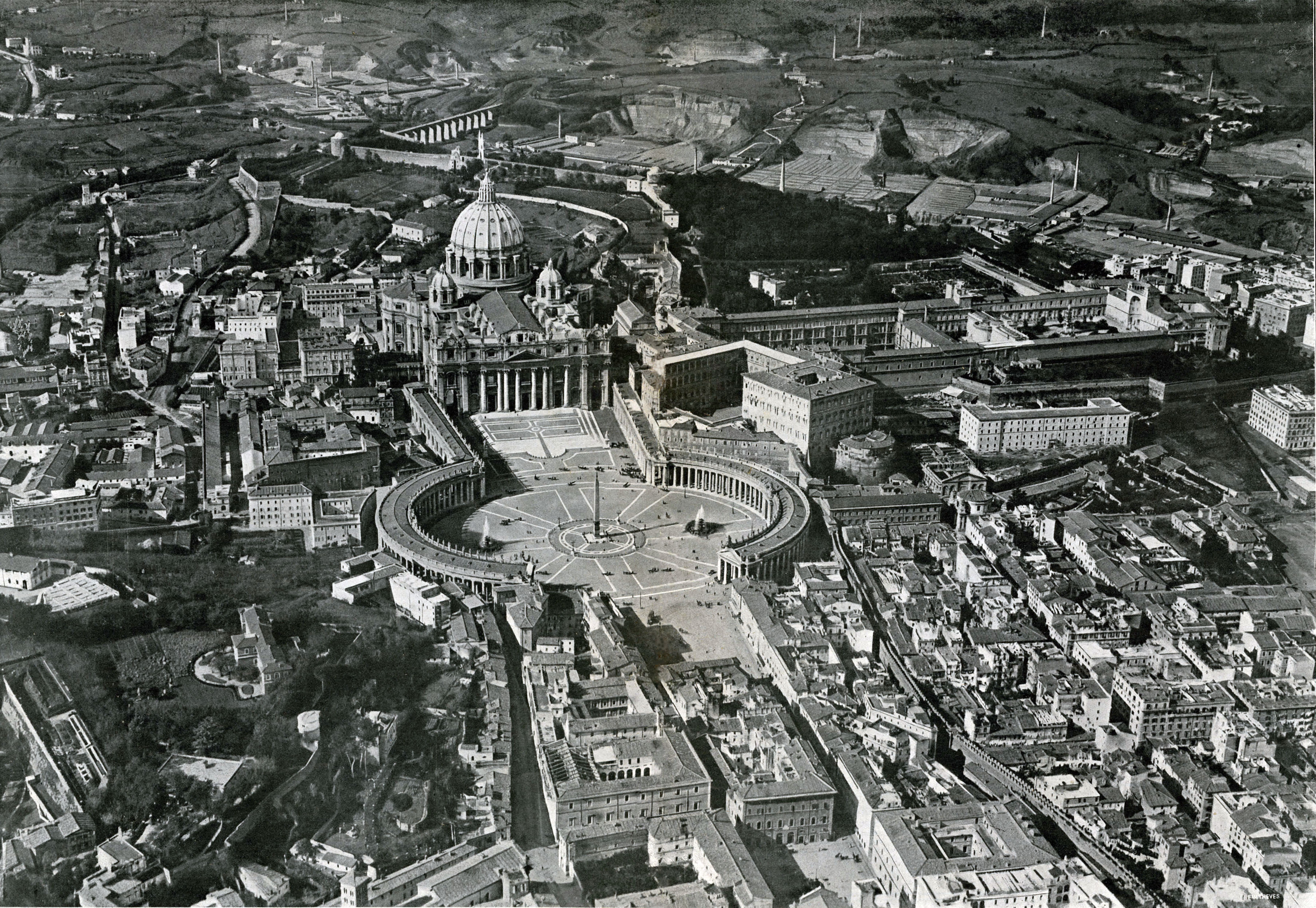
L'area del Vaticano e la Spina di Borgo in una foto aerea dal dirigibile 1922
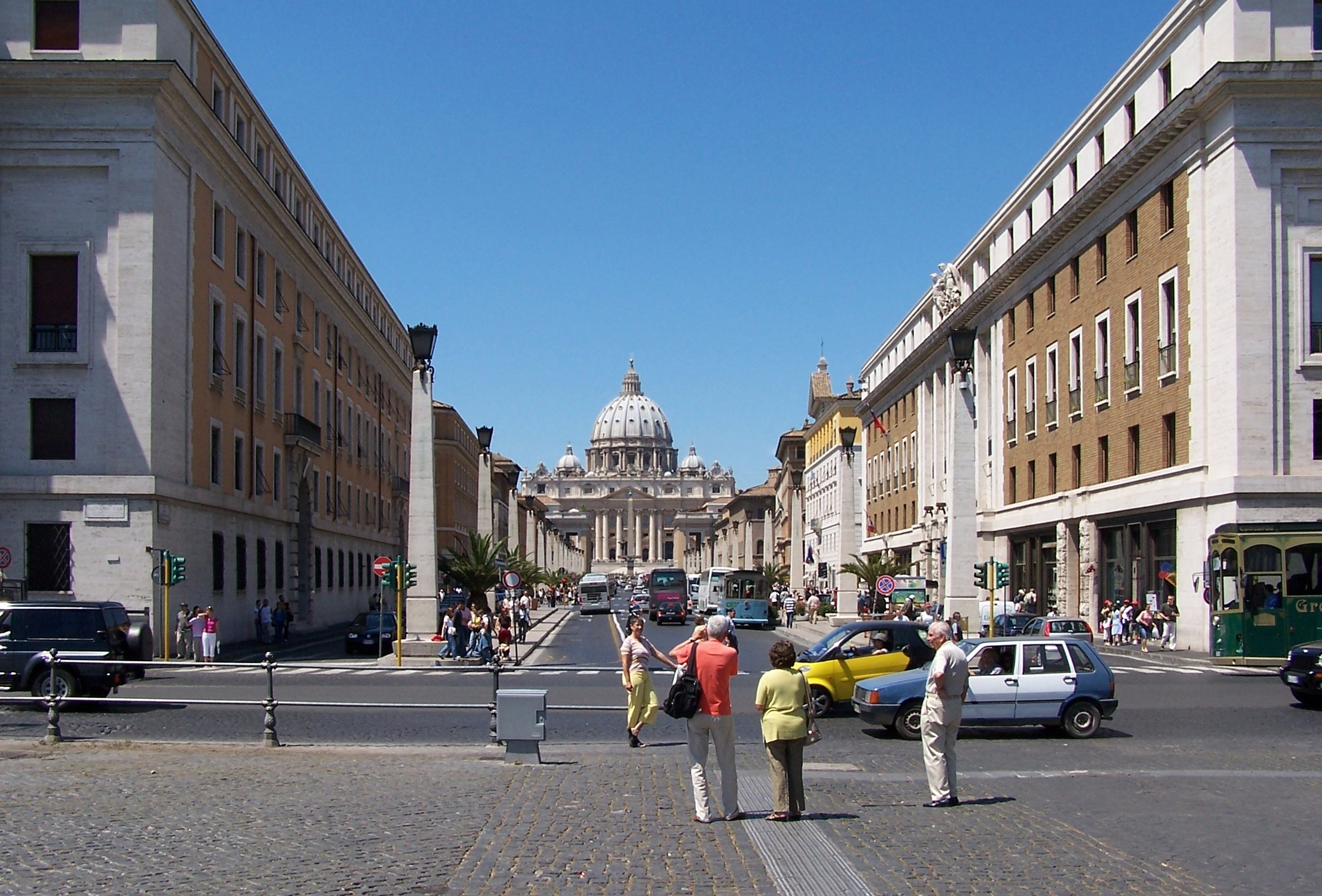
Via della Conciliazione
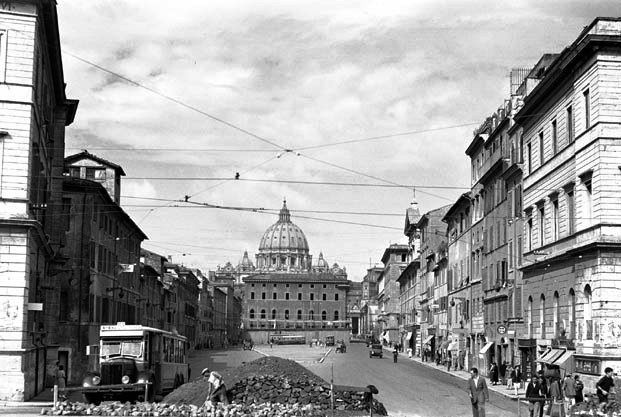
Il palazzo dei Convertendi, che chiudeva verso ovest la distrutta piazza Scossacavalli, durante la demolizione della Spina di Borgo (1937)
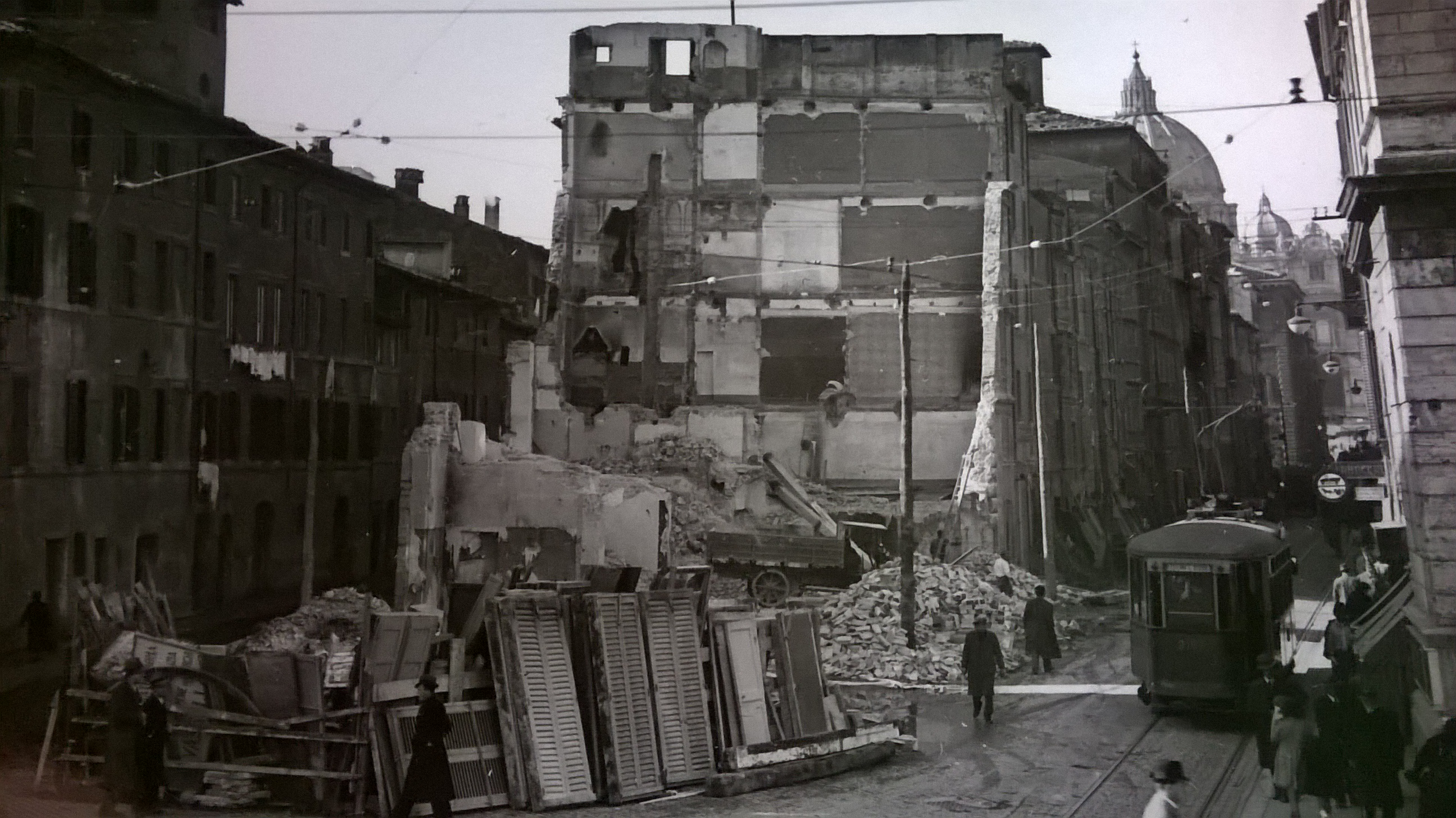
Veduta del primo tratto della Spina di Borgo in corso di demolizione (1937)
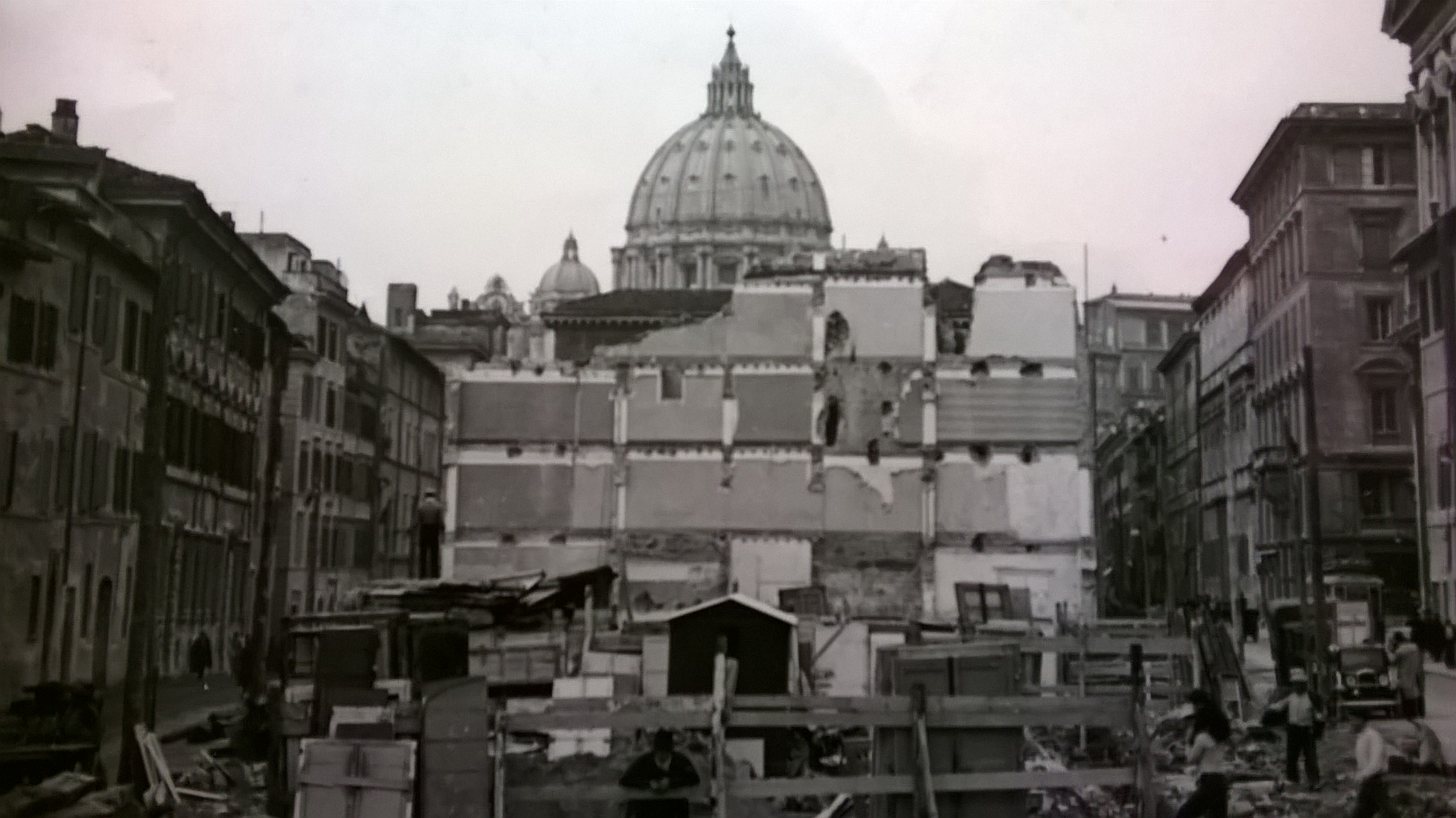
Demolizione della Spina di Borgo (1937)
Palazzo Jacopo da Brescia (scomparso)